# Drimia apiculata
Drimia apiculata là một loài thực vật có hoa trong họ Măng tây. Loài này được (H.Perrier) ined. mô tả khoa học đầu tiên.